# Битва у горы Байден
Битва у горы Байден — сражение 200 года до н. э., когда хунские войска подошли к столице северной Шаньси, городу Цзиньян. В ответ Гао-цзу лично повел свои войска против противника и попал в засаду у горы Байден (или Деревни Байдын). Где китайские войска  подверглись сильным нападкам со стороны Хунну в течение семи дней без пищи и сна. В конечном итоге Модэ позволил Китайской армии отступить.

## Ход событий
В 202 году до н.э. гражданская война в Китае была окончена победой Гао-цзу, основателя династии Хань. Так как страна еще не оправилась от разрухи, хунны вторглись в северный Китай, осадив крепость Маи, которая была позже сдана князем Хань Синь. Согласно Китайским традициям, сдача равнялась измене и переходу в подданство победителя. Никакие обстоятельства не защищали сдавшего крепость, так как считалось, что он мог покончить жизнь самоубийством, а раз он так не сделал, то предал родину. Из за чего князь Хань Синь верно служил своему новому хозяину - Модэ.
После Хунну двинулись на юг, зимою 202 года до н.э. подошли к городу Цзиньян, северной столице провинции Шаньси. В ответ Гао-цзу лично повел свое войско на противника, но в результате сильных морозов, некоторая часть рати обморозила себе руки. Модэ применил приём кочевников, притворившись что он отступает, завел китайские войска в засаду, окружив авангард китайской армии вместе с императором в горах Байден. 
Семь дней китайское войско, без еды и сна, терпели нападения хуннов.  Наконец китайский лазутчик добрался до жены Модэ и подкупил ее. Она стала советовать мужу помириться с Гал-цзу, утверждая что на завоёванных территориях хунны жить не смогут. В конце-концов Модэ пропустил китайскую армию, а сам он вернулся назад.

## Итог
Гао-цзу и Модэ заключили договор «мира и родства». Договор состоял в том, что китайский двор, выдавая свою царевну за иностранного владетеля, обязывал себя посылать условное количество даров.  Была это хитрость обычной данью. Модэ принял царевну и дары, но все также продолжал поддерживать Хань Синя, что фактически означало продолжение войны.